# Gattaia
Gattaia è una frazione del comune di Vicchio, collegata a Ronta dalla strada Panoramica che passa dalla località Il Pozzo. Da Gattaia si può raggiungere il Monte Verruca.

## Storia
Nella località di Gattaia ebbero il loro feudo i conti Guidi di Battifolle, discendenti da Marcovaldo di Dovadola. I conti possedevano la rocca Castrum Montis Acuti de Alpibus sul poggio di Gattaia, alla sinistra del torrente Muccione. Non lontana da questo luogo sorgeva la fortezza di Pagliariccio, il castrum Palearici. 

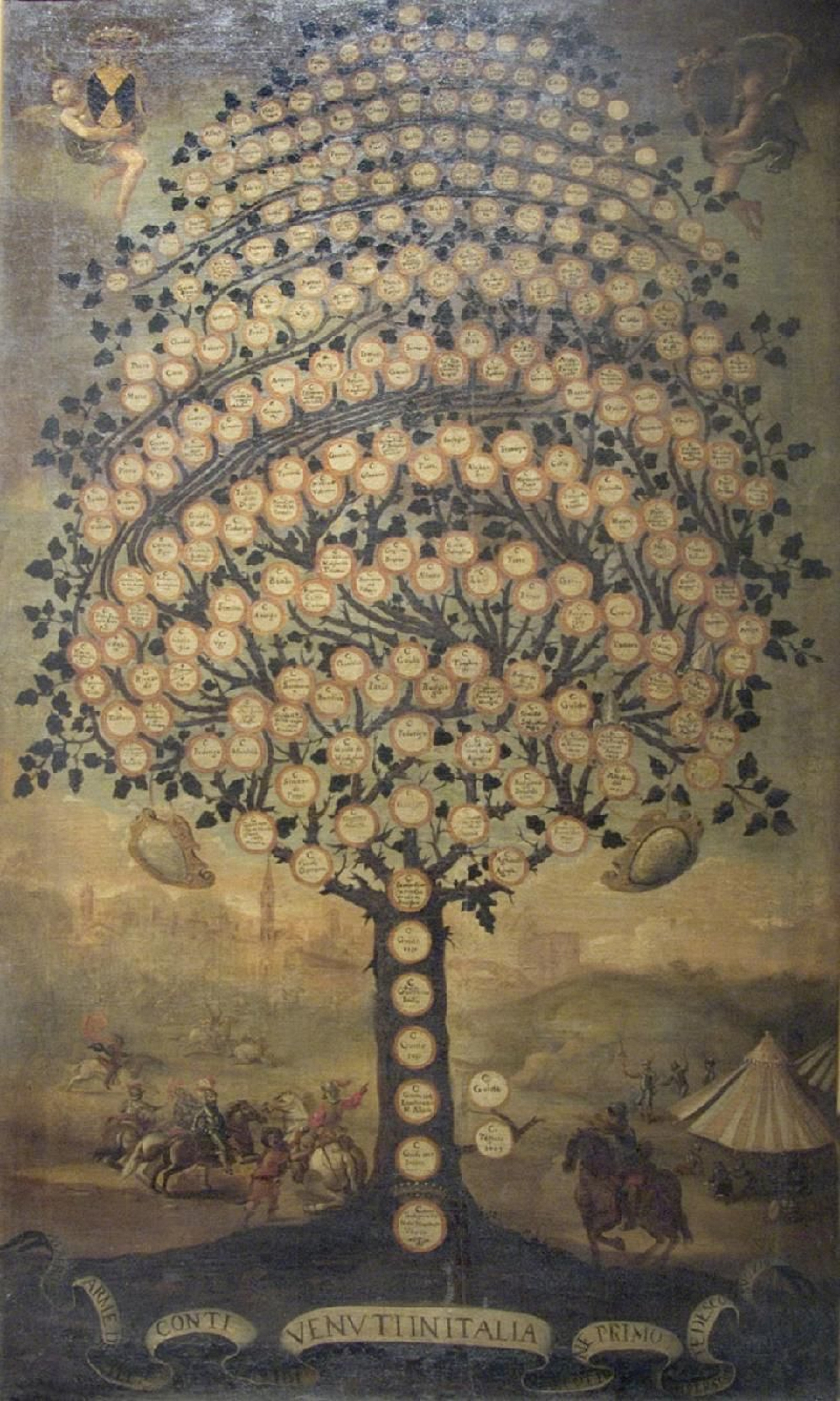
Albero genealogico dei Conti Guidi, Montevarchi, Museo della Collegiata

Le origini della Chiesa vecchia di Gattaia risalgono al XIII secolo; all'edificio sacro ricostruito fu annesso un ospedale per pellegrini e fu posta l'iscrizione sulla porta A.D. 1383.
A Gattaia si trova la Chiesa di Santa Felicita al Fiume.

## Lapide commemorativa
In questa località si trova una lapide per commemorare la liberazione di Vicchio, avvenuta il 6 marzo 1944, recante queste parole: Da Gattaia fin dall'inizio base partigiana dove uniti combatterono il traditore fascista e l'invasore nazista partigiani e popolo il 6 marzo 1944 unendo le loro forze con i partigiani del Monte Giovi scesero a liberare dopo aspra battaglia Vicchio di Mugello. Nel ventennale della Resistenza a ricordo e onore di coloro che vi parteciparono
Ottorino Quiti n. 8.9.1921 Adriano Santoni n. 11.7.1923 del popolo di Gattaia fucilati dai nazi-fascisti al Campo di Marte di Firenze il 22.3.1944 il loro sacrificio sia di ammonimento contro ogni violenza e barbarie.

## Base partigiana
Un primo gruppo di partigiani fu formato a Gattaia da Bruno Gasparrini Da questo gruppo, il 15 gennaio 1944, Alessandro Pieri e Gino Tagliaferri costituirono la formazione Giovanni Checcucci che, dal 15 aprile fu inquadrata nella formazione comandata da Potente e dal 18 maggio nella brigata Lanciotto